# Jacques Franco Mendes
Jacob (Jacques) Franco Mendes (Amsterdam, 25 september 1812 - Parijs, 22 augustus 1889) was een Nederlands cellist.
Hij was zoon van David Franco Mendes en Rachel Teixeira de Mattos.
Hij kreeg zijn muziekopleiding bij Heinrich Aloys Präger (cello), Jan George Bertelman (muziektheorie) en  bij Josef Merk in Wenen (cello). Hij trad samen met zijn broer Joseph Franco Mendes in binnen- en buitenland op. Zo trad hij regelmatig op in Diligentia, niet alleen met zijn broer, maar ook met twee zusters. Hij wist het te schoppen tot hofvioloncellist van koning Willem II der Nederlanden, die hem in 1859 ook nog benoemde tot ridder in de Orde van de Eikenkroon. Al eerder in 1842 had de koning hem een gouden snuifdoos cadeau gedaan. Dat kwam in periode dat hij nauwelijks omtrad, omdat zijn muzikale metgezel, zijn broer, in 1841 was overleden. Hij schreef ook enkele, inmiddels geheel vergeten composities, maar waarvan er ten minste een in 1835 een prijs won, uitgeschreven door de Maatschappij tot Bevordering der Toonkunst. In 1840 verscheen in Parijs Variations pour le violoncelle sur motifs de Bellini en een Fantaisie pour violon et violoncelle sur des motifs Zampa, een jaar later gevolgd door een Fantaisie dur des motifs de J. Puritani, die hijzelf toen ook “schitterend” uitvoerde. Zijn vierde strijkkwintet (2 violen, 1 altviool, 2 cello) droeg hij op aan de koning van Zweden, die hem in dank een gouden medaille liet overhandigen door zijn zaakgelastigde in Amsterdam. Zijn laatste levensjaren wisselde hij vaak tussen Amsterdam en Parijs; in die laatste stad overleed hij 77 jaar oud.
Naast al die werkzaamheden vond hij af en toe ook nog tijd om als jurylid op te treden tijdens concoursen. Ook deed hij wel met orkesten mee aan concoursen, zoals aan een concours van orphéons, harmonies en fanfares in Etampes (destijds Seine-et-Oise) in 1879. Zijn muziek was populairder in Frankrijk dan in Nederland, maar zijn opus 67, een bolero voor cello en piano droeg hij op aan koningin Emma van Waldeck-Pyrmont. Een Adagio voor cello was een van zijn bekendste werken.
Een van zijn leerlingen van Ernest Appy.
- Bibliothèque nationale de France: cb16353139k (data)
- Gemeinsame Normdatei: 1183815662
- International Standard Name Identifier: 0000 0000 7823 2101
- Virtual International Authority File: 302901862
- WorldCat: E39PBJfMdmR4rD3xXVDxFdkxDq